# 퀜틴 스키너

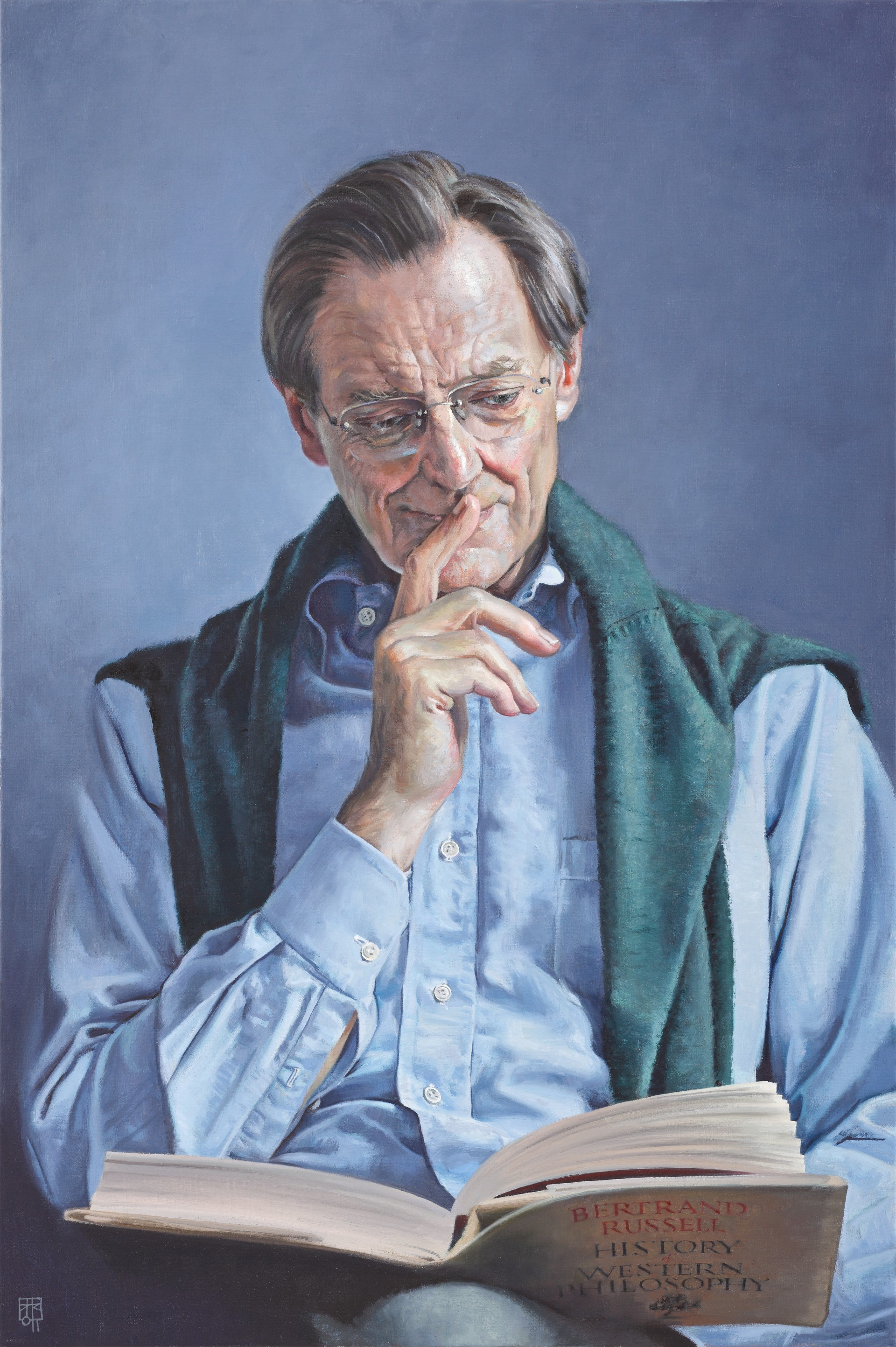

퀜틴 스키너(영어: Quentin Skinner, 1940년 ~ )는 영국의 지성사가다.

## 생애
퀜틴 스키너는 1940년 11월 26일 알렉산더 스키너와 위니프레드 스키너의 차남으로 태어났다. 그는 베드포드 학교에서 교육을 받았으며, 형과 마찬가지로 케임브리지 대학에서 입학 장학금을 받았으며, 1962년 졸업했다.스키너는 시험 결과에 따라 대학 펠로우십에 선출되었다.
1979년에 그는 후에 철학 교수인 수잔 제임스와 결혼했다. 그들에게는 딸과 아들, 그리고 세 명의 손자가 있다. 그는 이전에 패트리샤 로우 스키너와 결혼했었는데, 패트리샤 로우 스키너는 후에 철학자인 버나드 윌리엄스와 결혼했다.

## 학술
스키너는 정치사상의 '케임브리지 학파'의 설립자 중 한 명으로 간주된다. 스키너의 공헌은 정치이론의 역사에서 선도적인 문헌을 본질적으로 진행중인 정치 논쟁에 개입으로 취급하고, 주요 초점은 개별 작가들이 그들이 쓴 글에서 무엇을 하고 있었다고 말할 수 있는지에 관한 해석 이론을 기술하는 것이었다. 이러한 견해의 한 가지 결과는 고전 작가들을 조명하기 위한 수단으로서 덜 알려진 정치 작가들을 연구해야 할 필요성에 중점을 둔 것이다.
스키너의 역사적 작품은 초기 근대 유럽의 정치적 사고에 주로 집중되어 왔다. 그는 니콜로 마키아벨리에 관한 책, 토머스 홉스에 관한 책 3권을 썼으며, 그의 《근대 정치사상의 토대》는 이 기간을 다루고 있다. 그는 특히 국가의 본질에 대한 현대 이론의 출현과 정치적 자유의 본질에 대한 논쟁에 관심을 가져왔다. 그는 자유가 본질적으로 다른 사람의 자의적인 의지에 의존하지 않는 것으로 구성된다는 '신로마적 견해'에 대해 한 권의 책을 썼으며(《자유주의 이전 자유》), 홉스가 이러한 견해에 대해 대체로 성공적인 도전을 하는 것에 대해서는 단순히 행동의 장애가 없는 상태에서만 이루어진다는 주장을 썼다.